# 胡士托物理大會
胡士托物理大會，指物理學家的是在1987年3月18日時辦理的美國物理學會例行三月份研討會中一場馬拉松式學術研討會議，會議中進行了51場有關高溫超導的演講。命名緣由是比照1969年的胡士托音樂節。
在1980年代中期的一連串高溫超導體突破之前，大多數的科學家因為高溫超導體所需的極度低溫而認為要使其應用在日用上是不可能的。然而在1987年3月，因為陶瓷超導體的溫度成功地到達當時最高的超導轉變溫度，使得物理界掀起一陣騷動。 該超導體是由朱經武博士於休士頓大學合成，其超導轉變溫度為零下139攝氏溫度（134克氏溫度），而零下139攝氏溫度已高於液態氮之沸點，科學界因為此突破而振奮不已。
由於這項突破是在美國物理學會例行的三月份研討會 (March Meeting) 開會前不久才公布的，以至於沒有相關論文被排入三月研討會議程。即便如此，學會依舊將這項突破排入最後一部分的討論時間中。
該主題的主持人為物理學家美林·布賴恩楓，一位超導體研究者兼該次會議的主辦人之一。原本預定是在希爾頓酒店於7:30 pm開始，但興奮的科學家早已在5:30就開始排隊了。
主要研究者如朱經武與卡爾·米勒（其後來因超導體獲得1987年之諾貝爾物理獎）被給予10分鐘來闡釋他們的研究內容，其餘相關學者則有5分鐘使用。將近2000位科學家盡其可能想辦法鑽進會場中。無法找到座位的科學家們擠滿了走道，進不去的則圍繞在會場外的電視旁。討論於3:15am結束，但許多人留下來在希爾頓酒店會場外的大廳或休息室繼續討論直到黎明到來。
該會議引起了主流媒體對於超導體的關注，全世界的實驗室也因此開始了一場提高超導轉變溫度的競賽。
在隔年，兩個新種的銅氧化物超導體被成功地合成出來-鉍基（簡稱BSCCO）與鉈基（簡稱TBCCO）的材料，兩者的超導轉變溫度都高於110克氏溫度。
因此，在1988年三月，在紐奧良舉辦的美國物理學會三月份研討會會議，學會倉促地組織一個特別的晚會「胡士托物理大會-II」來強調全新且首創的「三位數的超導體」合成與性質。會議的編排與在紐約時一樣，專題討論的參加者中，有些是來自胡士托物理大會（紐約那次），但也有許多新的大會來賓如泰米爾·達塔（來自南卡羅來納大學）、艾倫·赫曼（當時任職於阿肯色州大學）以及BSCCO的共同發現者蘿拉·格林。
在2007年3月5日，曾參與過胡士托物理大會的科學家們在丹佛召開該年三月份研討會會議並向20周年的胡士托物理大會致敬。而這次的「重聚」再度由布賴恩楓主持。

## 註記
1. 1 2  Chang, Kenneth. . New York Times. March 6, 2007  [22 August 2013]. （原始内容存档于2020-11-09）.
2. ↑  Scott, Janny. . Los Angeles Times. April 5, 1987  [22 August 2013]. （原始内容存档于2014-05-02）.
3. ↑  Lemonick, Michael D. . Time Magazine. May 11, 1987  [22 August 2013]. （原始内容存档于2007-03-21）.
4. ↑  Poole, Robert. . Science. 1988, 240 (4849): 146– 147. doi:10.1038/332138a0.
5. ↑  . Forum on the History of Physics. American Physical Society.   [26 August 2013].

## 外部連結
- American Physical Society home page （页面存档备份，存于）